# When I Look Into Your Eyes
Singles de FireHouse
Reach for the Sky
(1991) Sleeping with You
(1992)
When I Look Into Your Eyes est une ballade de rock extrait de l'album Hold Your Fire.

## Charts
| Pays       | Chart             | Meilleure position |
| ---------- | ----------------- | ------------------ |
| États-Unis | Billboard Hot 100 | 82                 |